# Ровте (Радовлиця)
Ровте (словен. Rovte) — поселення в общині Радовлиця, Горенський регіон, Словенія. Висота над рівнем моря: 485,5 м.